# 亀石峠
- 北緯35度1分21.3秒 東経139度2分30.1秒 / 北緯35.022583度 東経139.041694度
- 亀石峠 - 地理院地図
- 亀石峠 - Google マップ

亀石峠（かめいしとうげ）は、静岡県伊東市と伊豆の国市を結ぶ峠。標高451m。

## 歴史
江戸時代には伊豆半島東海岸の宇佐美・伊東（現伊東市）から、当時の伊豆半島の中心であり代官所のあった韮山（現伊豆の国市）へ向かう道として、南側の柏峠とともに重要な峠であった。1898年には豆相鉄道（現伊豆箱根鉄道駿豆線）が南條（現・伊豆長岡）まで開業したため、他地域から宇佐美・伊東へ向かうメインルートとなった。その後、県道熱海伊東線（現国道135号）や国鉄伊東線にメインルートの座こそ譲ったものの、宇佐美大仁道路（現静岡県道19号伊東大仁線）と伊豆スカイラインの開通により、今でも西側（沼津・静岡方面）から東伊豆へ至る交通の要所となっている。

## 名前の由来
峠の路傍にあった亀の形をした岩「亀石」に由来する。この亀石はかつての峠道ぞいにあったが、現在では県道の伊東市行き車線の脇に移設されている。

### 亀石の伝承
亀石については、以下のような伝承が残っている。
| 「 | 宇佐美（伊東市）に住む雄の亀は、大仁（伊豆の国市）に住む恋人の下へ通うため、この峠を通っていた。ある夏の日、いつものとおり大仁から帰るために歩いていた亀であったが、あまりの暑さのために峠を越えたところで力尽きてしまった。そして故郷の宇佐美を見下ろしたまま、石になってしまったという。 | 」 |

## 現況
静岡県道19号伊東大仁線と、稜線を走る伊豆スカイラインが立体交差しており、亀石峠ICが設置されている。伊豆スカイライン側には、「スカイポート亀石」（ドライブイン）があったが、2021年3月末をもって閉店した。かつては庭園鉄道の線路を敷設していた「伊豆ミニSL公園」があった。上り線中腹には、唱歌「みかんの花咲く丘」の歌碑がある。